# Fehérek temploma
A Fehérek temploma a váci Március 15. tér 22. szám alatt található épület, melynek építését 1699-ben kezdték meg, felszentelésre pedig 1755-ben került sor.

## Történelem
A templom építése 1699-ben kezdődött Kalcher Márton vezetésével, de csak 1755-ben készült el, amikor is Szűz Mária tiszteletére felszentelték. Eredetileg a domonkos rendhez, az ún. "fehér barátokhoz" tartozott, ez alapján kapta a nevét is. Miután kolduló rendi templom, a barokk és rokokó stílusjegyeket mutató tornya a szentély mellett található. A főhomlokzat díszítései közül említésre méltó a lant alakú ablak két oldalán Szent Domonkos és Szent Imre szobra, a főpárkány feletti részt pedig Immaculata alakja díszíti.
A templom belsejének faragott rokokó berendezéseinek legérdekesebb része az oszlopos főoltár, melynek nagyobbik képén V. Piusz pápa látható, amint a törökök elleni csata sikeréért imádkozik.
A templom 90-es évekbeli felújítása közben a munkások egy elfalazott ajtóra s mögötte egy elfelejtett lejáratra bukkantak, mely a templomtorony alatt fekvő nagy, boltozatos kriptába vezetett, ahol szinte a plafonig felhalmozott kétszázhatvanöt díszes koporsóra bukkantak. A koporsókban csontok helyett igen jó állapotban megmaradt, természetes úton mumifikálódott, halotti ruhába öltöztetett emberi maradványokat találtak, melyek feltárását végül a Váci egyházmegye engedélyével a helyi Tragor Ignác Múzeum munkatársai végezték: azóta ők őrzik a halotti rítus tárgyait, míg az emberi maradványokat a Magyar Természettudományi Múzeum Embertani Tára gondozza.